# Hoplophractis heptachalca
Hoplophractis heptachalca is een vlinder uit de familie Brachodidae. De wetenschappelijke naam van de soort is voor het eerst geldig gepubliceerd in 1920 door Edward Meyrick.